# Coupe Memorial 1973
Navigation
Édition précédente Édition suivante
L'édition 1973 de la Coupe Memorial est présentée du 7 au 12 mai 1973 à Montréal au Québec. Gérée par l'Association canadienne de hockey amateur, elle regroupe les meilleures équipes de niveau junior à travers les ligues basée au Canada.

## Équipes participantes
- Les Remparts de Québec représentent la Ligue de hockey junior majeur du Québec.
- Les Marlboros de Toronto représentent l'Association de hockey de l'Ontario.
- Les Tigers de Medicine Hat représentent la Ligue de hockey de l'ouest du Canada.

## Classement de la ronde préliminaire
| Équipe                 | PJ | V | D | BP | BC | Pts |
| ---------------------- | -- | - | - | -- | -- | --- |
| Marlboros de Toronto   | 2  | 1 | 1 | 7  | 5  | 2   |
| Remparts de Québec     | 2  | 1 | 1 | 9  | 8  | 2   |
| Tigers de Medicine Hat | 2  | 1 | 1 | 6  | 9  | 2   |

## Résultats

### Résultats du tournoi à la ronde
| Date        | Vainqueur              | Résultat | Perdant                | Lieu              |
| ----------- | ---------------------- | -------- | ---------------------- | ----------------- |
| 7 mai 1973  | Marlboros de Toronto   | 5-2      | Remparts de Québec     | Forum de Montréal |
| 9 mai 1973  | Tigers de Medicine Hat | 3-2      | Marlboros de Toronto   | Forum de Montréal |
| 11 mai 1973 | Remparts de Québec     | 7-3      | Tigers de Medicine Hat | Forum de Montréal |

### Ronde finale
| Date        | Vainqueur            | Résultat | Perdant            | Lieu              |
| ----------- | -------------------- | -------- | ------------------ | ----------------- |
| 12 mai 1973 | Marlboros de Toronto | 9-1      | Remparts de Québec | Forum de Montréal |

## Effectifs
Voici la liste des joueurs des Marlboros de Toronto, équipe championne du tournoi 1973 :
- Entraîneur : George Armstrong
- Gardiens : Kevin Neville et Mike Palmateer.
- Défenseurs :  Jim Clarke, Bob Dailey, Tom Edur, Mark Howe¹, Marty Howe¹, John Hughes et Dennis Owchar.
- Attaquants : Paulin Bordeleau, Bruce Boudreau, Dick Decloe, Kevin Devine, Wayne Dillon, Dan Glugosh, Glenn Goldup, Geoff Green, Peter Marrin, Brad Winton et Jeff Woodyatt.

¹ Mark et Marty Howe évoluèrent également comme attaquants. 

## Honneurs individuels
- Trophée Stafford-Smythe (MVP) : Mark Howe (Marlboros de Toronto)